# Cojones
Cojones is een satirisch televisieprogramma van de VARA, dat van 2014 tot 2016 werd uitgezonden. Elke week werd de actualiteit op de hak genomen met conferences, filmpjes, liedjes en typetjes. Het programma werd geschreven door de presentatoren, samen met eindredacteur Hans Riemens en schrijvers Edo Schoonbeek, Jeroen Woe, Dolf Jansen, Hans Sibbel, Alex Ploeg, Lucas de Waard en Oscar Kocken. In het eerste seizoen waren de presentatoren Erik van Muiswinkel, Owen Schumacher, Rob Urgert, Thomas van Luyn, Mike Boddé en Martijn Koning. In het tweede seizoen verdwenen Schumacher en Urgert. Ze werden vervangen door een wisselende bekende Nederlander. Wim Helsen is de verslaggever vanuit de natuur. In het derde seizoen werkten ook Sanne Wallis de Vries en Remko Vrijdag mee. De Partizanen presenteerden ZZZP TV. De Spitbattle, waarin twee imitatoren hun personages elkaar laten dissen, was een vast onderdeel van het programma. 
Op 17 mei 2014 begon het eerste seizoen met vier afleveringen; op 17 januari 2015 startte het tweede seizoen met zes afleveringen en op 9 januari 2016 begon het derde seizoen met acht afleveringen.

## Naam
Cojones is Spaans voor "teelballen" en in overdrachtelijke zin voor lef. In het Spaans wordt de letter 'j' uitgesproken als de Nederlandse 'g' maar de programmamakers spreken de titel uit volgens de Nederlandse spellingsregels.

## Trivia
Cojones is ook de naam van een asterisme in het sterrenbeeld Orion. Het bevindt zich op R.A.: 6:15 / Decl.: +12.8°, nabij de ster 73 Orionis en de open sterrenhoop NGC 2194.